# Ꞝ
De letter ꞝ wordt gebruikt in de plantaal Volapük en geeft de klank [ø] (in het Nederlands neus). De letter is voorgesteld door Johann Martin Schleyer als alternatief voor de letter ö.
Unicode gebruikt U+A79C voor de hoofdletter (Ꞝ) en U+A79D voor de kleine letter (ꞝ).

HTML gebruikt de code &#xa79c voor de hoofdletter (Ꞝ) en &#xa79d voor de kleine letter (ꞝ).